# Marko Koers
Marko Koers (né le 3 novembre 1972 à Molenhoek) est un athlète néerlandais spécialiste du demi-fond.

## Carrière
Marko Koers obtient son meilleur résultat lors des Championnats d'Europe d'athlétisme en salle 1998, où il remporte la médaille d'argent sur 800 mètres en 1 min 47 s 20, derrière l'Allemand Nils Schumann (1 min 47 s 02).

### Palmarès
| Année | Compétition                    | Lieu    | Résultat | Épreuve | Performance   |
| ----- | ------------------------------ | ------- | -------- | ------- | ------------- |
| 1993  | Universiade                    | Buffalo | 1er      | 800 m   | 1 min 48 s 57 |
| 1996  | Jeux olympiques                | Atlanta | 7e       | 1 500 m | 3 min 38 s 18 |
| 1997  | Championnats du monde en salle | Paris   | 5e       | 800 m   | 1 min 46 s 43 |
| 1997  | Championnats du monde          | Athènes | 6e       | 800 m   | 1 min 44 s 85 |
| 1998  | Championnats d’Europe en salle | Valence | 2e       | 800 m   | 1 min 47 s 20 |
| 2000  | Championnats d’Europe en salle | Gand    | 4e       | 1 500 m | 3 min 42 s 46 |
| 2002  | Championnats d’Europe          | Munich  | 8e       | 1 500 m | 3 min 46 s 68 |

### Records
| Épreuve      | Performance   | Lieu      | Date         |
| ------------ | ------------- | --------- | ------------ |
| 800 mètres   | 1 min 44 s 01 | Bruxelles | 22 août 1997 |
| 1 500 mètres | 3 min 33 s 05 | Paris     | 28 juin 1996 |

| Épreuve      | Performance   | Lieu       | Date            |
| ------------ | ------------- | ---------- | --------------- |
| 800 mètres   | 1 min 46 s 33 | Gand       | 8 février 1998  |
| 1 500 mètres | 3 min 38 s 91 | Birmingham | 18 février 2001 |